# Федорашко, Кристина Викторовна
Кристина Викторовна Федорашко (бел. Крысціна Віктараўна Федарашка; 16 апреля 1994, Пинск, Белоруссия) — белорусская женщина-борец вольного стиля, призёр чемпионата Европы.

## Спортивная карьера
Кристина Федорашко родом из Пинска. Когда ей было 14, Кристина стала заниматься вольной борьбой и тренировалась под руководством Олега Райхлина и уже через год стала бронзовым призёром на чемпионате мира среди кадетов в венгерском городе Сомбатхей. В мае 2018 года на чемпионате Европы в Каспийске завоевала бронзовую медаль, победив Викторию Бобеву из Болгарии на туше. В сентябре 2019 года на чемпионате мира в Нур-Султане уступила в первой схватке шведке Хенне Юханссон.

## Спортивные результаты
- Чемпионат мира по борьбе среди кадетов 2011 — ;
- Чемпионат мира по борьбе 2014 — 20;
- Европейские игры 2015 — 9;
- Чемпионат мира по борьбе 2015 — 28;
- Чемпионат Европы по борьбе 2018 — ;
- Чемпионат Европы по борьбе 2019 — 11;
- Чемпионат мира по борьбе 2018 — 30;